# Alden M. McLaughlin, Jr.

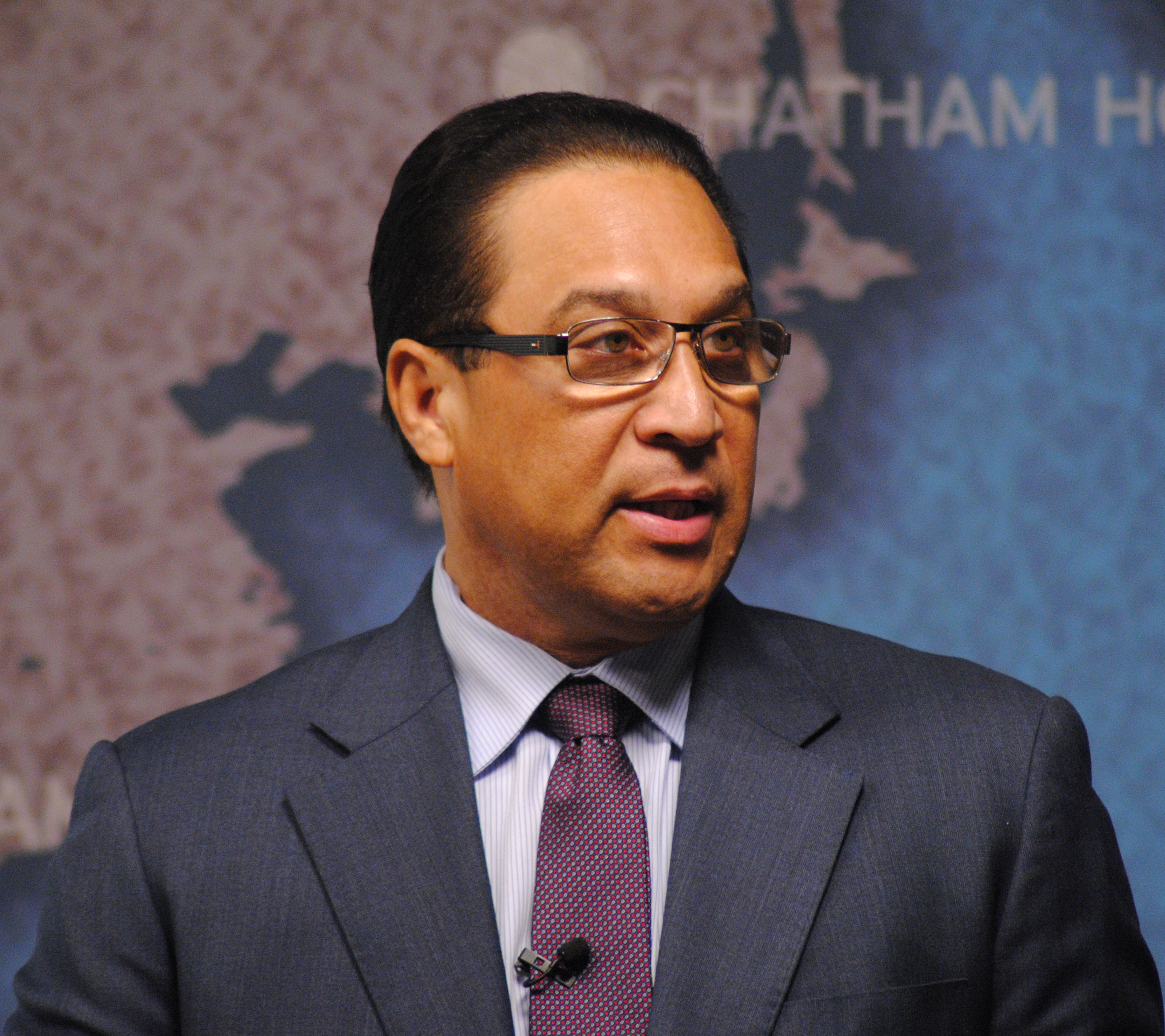
Alden McLaughlin, Jr. (2014)

Alden McNee McLaughlin, Jr. KCMG, MBE JP MLA (* 6. September 1961 in George Town, Cayman Islands) ist ein Politiker auf den Cayman Islands.
Seit dem 29. Mai 2013 ist er Premierminister der Cayman Islands (Premier of the Cayman Islands).
Als Premierminister löste er Juliana O’Connor-Connolly ab.
Zugleich ist er in Personalunion Minister of Home Affairs, Health & Culture.
Sein erlernter Beruf ist Rechtsanwalt.